# Enrico Ippolito
Enrico Ippolito (* 1982 in Köln) ist ein deutsch-italienischer Schriftsteller, literarischer Herausgeber und Kulturjournalist.

## Leben
Nach seiner Schulzeit in Köln absolvierte Enrico Ippolito zunächst eine Ausbildung zum Krankenpfleger und arbeitete in dem Beruf sechs Jahre. Er studierte Theater-, Film- und Fernsehwissenschaft an der Universität Köln und arbeitete nebenbei frei als Journalist für den Kölner Stadt-Anzeiger und die Kölner Ausgabe des Stadtmagazins Prinz. Ab dem Jahr 2011 absolvierte er ein Volontariat bei der taz und wirkte danach bis zum Jahr 2015 zunächst als Redakteur und dann als Ressortleiter tazzwei/medien. Er wechselte dann zum Spiegel als Ressortleiter Kultur. Seit 2019 ist er Autor beim Spiegel, zunächst im Ressort Leben, derzeit im Ressort Kultur.

## Werk
Im Jahr 2021 erschien sein Debütroman Was rot war im Rowohlt Verlag. 2022 stand der Roman auf der Shortlist des Rauriser Literaturpreises. Ausgezeichnet wird mit dem Preis die „beste deutschsprachige Prosa-Erstveröffentlichung des jeweils vorangegangenen Jahres“. 2019 wurde seine Kurzgeschichte Beleidigung im Sammelband Eure Heimat ist unser Albtraum bei Ullstein veröffentlicht. Sein Text „Hunde“ wurde in dem Sammelband „Das Wetter Buch für Text und Musik“ bei Kiepenheuer & Witsch publiziert.
In seiner journalistischen Arbeit beschäftigt sich Ippolito mit historischer und zeitgenössischer Literatur, Popkultur, Queerness und politischen Debatten. Zusammen mit Fatma Aydemir, Miryam Schellbach und Hengameh Yaghoobifarah gibt er das Literaturmagazin Delfi im Ullstein Verlag heraus. Enrico Ippolito wirkt regelmäßig als Moderator für Lesungen und Podien zu den Themen Literatur und Kulturkritik.

## Publikationen
- Was rot war. Rowohlt Kindler 2021. ISBN 978-3-463-00009-1

## Hörspiele
- 1994: Edgar Lipki: Tattoo (Junge) – Regie: Walter Adler (Original-Hörspiel, Kriminalhörspiel – WDR)[11]